# Kinder- und Jugendhilfe in Deutschland
Unter Kinder- und Jugendhilfe (mitunter auch nur Jugendhilfe; ehemals Jugendwohlfahrt) werden in Deutschland alle Leistungen und Aufgaben öffentlicher und freier Träger zugunsten junger Menschen und deren Familien zusammengefasst. Diese wurden im Achten Buch Sozialgesetzbuch (SGB VIII) vom 26. Juni 1990 neu zusammengestellt und grundlegend überarbeitet. Das SGB VIII hat seitdem eine Reihe von Änderungen und Neufassungen erfahren. Die letzte große Neuerung hat es im Mai 2021 durch das Änderungsgesetz KJSG erfahren.

## Neuordnung der Jugendhilfe
Das Bundesministerium für Familie und Jugend unter Rita Süssmuth war Ende der 1980er Jahre verantwortlich für den später ähnlich verabschiedeten Kinder- und Jugendhilfegesetz-Referentenentwurf. In § 1 Abs. 1 Achtes Buch (VIII): Kinder- und Jugendhilfe–E hieß es: „Jeder junge Mensch hat ein Recht auf Förderung seiner Entwicklung und auf Erziehung zu einer eigenverantwortlichen und gemeinschaftsfähigen Persönlichkeit.“ Der Handlungsansatz der Jugendhilfepraxis habe sich zunehmend von Eingriffen in die Familie, die mit einer Trennung des Kindes von seinen Eltern verbunden sind, zu einer offenen und präventiven Arbeit hin verlagert. Das Jugendwohlfahrtsgesetz – von seinem Ansatz her einer polizei- und ordnungsrechtlichen Sichtweise verhaftet – habe diesen Perspektivenwandel der Jugendhilfe jedoch nicht mitvollzogen. Entsprechend den verfassungsrechtlichen Vorgaben weise der Gesetzentwurf der Jugendhilfe nunmehr eine die Erziehung der Eltern unterstützende Funktion zu. Familien bedürften zur Bewältigung ihrer Aufgaben angesichts gestiegener Anforderungen und angesichts gesellschaftlicher Veränderungen vielfältiger Formen der Entlastung, Unterstützung und Ermutigung.

## Adressaten der Kinder- und Jugendhilfe
Die Kinder- und Jugendhilfe richtet sich gem. § 6 Abs. 1 SGB VIII an junge Menschen sowie an Mütter, Väter und Personensorgeberechtigte von Kindern und Jugendlichen.
Nach den Begriffsbestimmungen in § 7 SGB VIII sind:
- Kinder unter 14 Jahre alt; im Hinblick auf das elterliche Sorgerecht gem. Art. 6 Abs. 2 GG und die Annahme als Kind auch unter 18 Jahre alt (§ 7 Abs. 1 Nr. 1, Abs. 2 und Abs. 4 SGB VIII)
- Jugendliche zwischen 14 und unter 18 Jahren alt, § 7 Abs. 1 Nr. 2 SGB VIII
- junge Volljährige 18, aber unter 27 Jahre alt, § 7 Abs. 1 Nr. 3 SGB VIII
- junge Menschen unter 27 Jahre alt, § 7 Abs. 1 Nr. 4 SGB VIII
- Personensorgeberechtigte wem allein oder gemeinsam mit einer anderen Person nach den Vorschriften des Bürgerlichen Gesetzbuchs die Personensorge zusteht, § 7 Abs. 1 Nr. 5 SGB VIII
- Erziehungsberechtigte der Personensorgeberechtigte und jede sonstige Person über 18 Jahre, soweit sie auf Grund einer Vereinbarung mit dem Personensorgeberechtigten nicht nur vorübergehend und nicht nur für einzelne Verrichtungen Aufgaben der Personensorge wahrnimmt, § 7 Abs. 1 Nr. 6 SGB VIII

## Hilfe für junge Volljährige

### Volljährigkeit und Leistungen der Jugendhilfe
Nach einer Gesetzesänderung wurde mit Wirkung zum 1. Januar 1975 die Volljährigkeit von der Vollendung des 21. auf die Vollendung des 18. Lebensjahres herabgesetzt (§ 2 BGB). Die Neufassung des Gesetzes für Jugendwohlfahrt vom 25. April 1977 berücksichtigte diese Änderung zwar, indem es bestimmte Hilfen zur Erziehung auch auf Personen über 18 Jahre erstreckte bzw. über den Zeitpunkt des Eintritts der Volljährigkeit hinaus gewährte (§§ 5 Abs. 1 Satz 2, 6 Abs. 3, 75a JWG 1977). Die Hilfen konnten aber nicht erstmals nach Eintritt der Volljährigkeit bewilligt, sondern nur bei vorherigem Beginn über den Eintritt der Volljährigkeit hinaus fortgesetzt werden. Dabei war bereits in den Siebzigerjahren erkennbar, dass eine Anzahl junger Menschen das mit dem Erreichen der Volljährigkeit verbundene Ziel der Verselbstständigung nicht ohne Weiteres drei Jahre früher erreichen konnte.

### §40 des Jugendhilfegesetzentwurfs
Bei jungen Volljährigen, die erst nach der Vollendung des 18. Lebensjahres eine Berufsausbildung beginnen können oder dann ihren Ausbildungsplatz verlieren, begründete § 40 Abs. 1 Satz 1 eine Leistungsverpflichtung (Soll-Leistung) bereits dann, wenn ansonsten eine Gefährdung der weiteren Entwicklung eintreten würde. Es habe sich als unzureichend erweisen, die Fortführung einer Maßnahme zur schulischen oder beruflichen Bildung einschließlich der Berufsvorbereitung davon abhängig zu machen, dass sie bereits vor Vollendung des 18. Lebensjahres begonnen wurde. Da sich die Verselbständigung junger Menschen aus verschiedenen Gründen immer weiter hinauszögere, sah § 40 Abs. 1 Satz 2 in bestimmten Fällen außerdem die Möglichkeit vor, die Hilfe über die Vollendung des 21. Lebensjahres hinaus weiterzuführen. Eine solche Durchbrechung des strikten Fortsetzungscharakters sei etwa für junge Volljährige vorgesehen, die nach Eintritt der Volljährigkeit aus stationärer psychiatrischer Behandlung oder aus freiheitsentziehenden Maßnahmen (Arrest, Jugendstrafe, Freiheitsstrafe) nach den Bestimmungen des Jugendgerichtsgesetzes oder des Strafgesetzbuchs entlassen werden. Sie würden den jungen Menschen gleichgestellt, die bis zur Vollendung des 18. Lebensjahres Hilfe zur Erziehung erhalten haben.

### § 41 SGB VIII
Die gesetzliche Regelung, die dann in § 41 SGB VIII erfolgt ist, unterscheidet sich von den Vorgängerregelungen (§ 6 Abs. 3, § 75 a RJWG) in dreifacher Hinsicht:
1. Hilfe für junge Volljährige ist nicht länger nur als Fortsetzungshilfe konstruiert, sondern wird auch erstmals nach Vollendung des 18. Lebensjahres gewährt,
2. die Leistungsgewährung wird von einer noch laufenden Ausbildungsmaßnahme entkoppelt,
3. die Rechtsverpflichtung wird von einer „Kann-Regelung“ zu einer „Soll-Regelung“ und damit zu einem sog. Regelrechtsanspruch aufgewertet.[10]

Nach dem Erreichen des 21. Lebensjahres kann aber auch eine Hilfe nach § 41 SGB VIII nicht mehr begonnen werden. Die Hilfe soll allerdings „in begründeten Einzelfällen“ über die Vollendung des 21. Lebensjahres hinaus fortgesetzt werden (§ 41 Abs. 1 Satz 2 SGB VIII).

## Aufgaben der Kinder- und Jugendhilfe
Die Aufgaben der Kinder- und Jugendhilfe, als eine gesellschaftliche und sozialpädagogische Praxis, ergeben sich aus ihrer gesetzlichen Grundlage, dem Kinder- und Jugendhilfegesetz im SGB VIII. Die gesetzlichen Ziele und Wertvorstellungen werden in § 1 SGB VIII beschrieben.
Demnach hat die Jugendhilfe zur Aufgabe, zur Verwirklichung des Rechts Kinder und Jugendlicher auf Förderung ihrer Entwicklung und auf Erziehung zu eigenverantwortlichen und gemeinschaftsfähigen Persönlichkeiten beizutragen.
Weiterhin soll sie den Abbau von Benachteiligungen und die Schaffung bzw. Erhaltung positiver Lebensbedingungen junger Menschen und ihrer Familien unterstützen.
Als Grundlage gilt: Zentral haben die Eltern das Recht und die Pflicht zur Erziehung und Pflege ihrer Kinder. Die staatliche Gemeinschaft wacht darüber, dass das Recht der Kinder gewährleistet wird (Art. 6 Grundgesetz).
Nach Aufgabenschwerpunkten wird allgemein unterschieden in:
- allgemein fördernde Aufgaben, die sich generell auf alle Kinder, Jugendliche und Familien beziehen (z. B. Kindergärten, Jugendarbeit, einzelne Kinder/Jugendliche individuell fördern, z. B. Lernhilfen)
- direkt helfende Aufgaben, die eher an spezifischen Anforderungen, Problemlagen bzw. Zielgruppen ausgerichtet sind (z. B. Beratungen, Einzelbetreuung, Unterbringung, Jugendschutz, Inobhutnahme).
- politische Aufgaben (z. B. Planungsverpflichtung, Einmischung)

Das SGB VIII listet die Aufgaben (Oberbegriff) in § 2 SGB VIII und unterscheidet zwischen Leistungen (zweites Kapitel – §§ 11 bis 41 SGB VIII) und anderen Aufgaben (drittes Kapitel – §§ 42 bis 60 SGB VIII).
Das zweite Kapitel beinhaltet die sozialpädagogischen Leistungen, während sich im dritten Kapitel der stärker ordnungsrechtlich ausgerichtete Teil, die sog. hoheitlichen Aufgaben befinden.

### Leistungen
Leistungen der Jugendhilfe sind:
- Jugendarbeit (§ 11 SGB VIII), Jugendsozialarbeit (§ 13 SGB VIII) und erzieherischer Kinder- und Jugendschutz (§ 14 SGB VIII)
- Förderung der Erziehung in der Familie (§ 16 SGB VIII) – (beispielsweise Beratung bei Trennung und Scheidung), Unterstützung bei der Entwicklung eines einvernehmlichen Konzepts für die Wahrnehmung der elterlichen Sorge bei Trennung und Scheidung (§ 17 SGB VIII); Beratung und Unterstützung bei der Ausübung der Personensorge und des Umgangsrechts (§ 18 SGB VIII)
- Förderung von Kindern in Tageseinrichtungen und Tagespflege – Kindertagesbetreuung (Kindergärten, Schulhorte, Kinderläden, Kinderkrippen, Kindertagespflege)
- Hilfen zur Erziehung (u. a. Erziehungsberatung, Vollzeitpflege, Sozialpädagogische Familienhilfe, Heimerziehung) (§§ 27 ff. SGB VIII), Eingliederungshilfe für seelisch behinderte Kinder und Jugendliche (§ 35a SGB VIII); Hilfe für junge Volljährige (§ 41 SGB VIII)

### Andere Aufgaben
Sogenannte andere Aufgaben der Jugendhilfe sind z. B.:
- Beratung und Unterstützung von Alleinerziehenden bei der Geltendmachung von Unterhaltsansprüchen (§ 52a SGB VIII),
- Intensive sozialpädagogische Einzelbetreuung (§ 35 SGB VIII), (ebenfalls den Hilfen zur Erziehung zuzurechnen)
- Mitwirkung in Verfahren vor den Familiengerichten Familiengericht, (§§ 50 ff. SGB VIII)
- Jugendgerichtshilfe (§ 38 JGG),
- Inobhutnahme von Kindern und Jugendlichen (§ 42 SGB VIII) bei Kindeswohlgefährdung (§ 1666 BGB), z. B. Unterbringung in Heimeinrichtungen (§ 34 SGB VIII)
- Übernahme von Beistandschaften, Vormundschaften und Pflegschaften für Minderjährige (§§ 55 ff. SGB VIII)
- Beurkundung von Vaterschaftsanerkennungen, Unterhaltsverpflichtungen und Sorgeerklärungen (§ 59, § 60 SGB VIII)

## Durchführung
Die Trägerschaften der Jugendhilfe unterteilen sich in öffentliche Träger und in freie Träger.
Öffentliche Träger sind die Länder, die Landkreise und kreisfreie Städte, die dazu Jugendämter und Landesjugendämter unterhalten. Sie werden durch Landesrecht bestimmt (69 Abs. 1 SGB VIII).
Freie Träger sind
- Verbände der freien Wohlfahrtspflege,
- Jugendverbände und deren Dachorganisationen (Jugendring) und
- Kirchen und Religionsgemeinschaften des öffentlichen Rechts.

Leistungen der Jugendhilfe werden überwiegend von freien Trägern erbracht. Die großen freien Träger haben als Spitzenverbände der Freien Wohlfahrtspflege einen besonderen, gesetzlich anerkannten Status und nehmen entsprechenden Einfluss auf die Sozialpolitik des Bundes. Zu ihnen gehören:
- das Diakonische Werk (DW) der evangelischen Kirche,
- der Deutsche Caritas-Verband der katholischen Kirche,
- das Deutsche Rote Kreuz (DRK),
- die Arbeiterwohlfahrt (AWO),
- der Deutsche Paritätische Wohlfahrtsverband (DPWV) und
- die Zentralwohlfahrtsstelle der Juden in Deutschland (ZWST)

Gemäß dem Prinzip der Subsidiarität wird bei der Wahrnehmung von Aufgaben der Jugendhilfe, freien Trägern generell Priorität vor Trägern der öffentlichen Jugendhilfe eingeräumt. Demnach sollen freie Träger Aufgaben übernehmen, wo sie in gleicher Weise die fachlichen Voraussetzungen für die jeweiligen Leistungen erbringen. Gewollt ist eine vielfältige Trägerlandschaft, in der unterschiedliche Wertorientierungen sowie vielfältige Inhalte, Methoden und Arbeitsformen angeboten werden (§ 3 SGB VIII).
Die Wahrnehmung der im dritten Kapitel des SGB VIII aufgeführten anderen Aufgaben obliegt fast ausschließlich der öffentlichen Jugendhilfe. Hierbei handelt es sich größtenteils um sog. hoheitliche Aufgaben, weil bestimmte gesetzlich vorgegebene Ordnungselemente realisiert werden sollen. Freie Träger haben hier, abgesehen von wenigen besonderen Ausnahmen, nach § 3 Abs. 3 SGB VIII regelmäßig kein Betätigungsfeld.
Der öffentlichen Jugendhilfe überkommt ferner die Verpflichtung zur Gesamtverantwortung für die Erfüllung der Aufgaben, wie sie das Kinder- und Jugendhilfegesetz vorsieht. Sie ist zumeist für hoheitliche, planende und lenkende Aufgaben zuständig. Außerdem gewährleistet sie durch die Finanzierung der freien Träger deren Angebote und Dienste.
Freie und öffentliche Träger sind verpflichtet partnerschaftlich und planvoll zusammenzuarbeiten.
Auf einige Leistungen der Jugendhilfe – wie zum Beispiel die Hilfen zur Erziehung oder die Kindertagesbetreuung – haben Berechtigte einen Rechtsanspruch. Rechtsansprüche und Leistungsverpflichtungen richten sich gegen die örtlichen Träger der öffentlichen Jugendhilfe. Dies sind zumeist die Jugendämter der Kreise und kreisfreien Städte. Überörtliche Träger sind zumeist die Länder. Andere Leistungen (wie Jugendfreizeitangebote gem. § 11) sind zwar gesetzliche geforderte Programm-Aufgaben (so hätte der Jugendhilfeausschuss im Beschwerdefall zu prüfen, ob sich die beanstandete Kommune überhaupt um Jugendarbeit/Jugendförderung kümmert), ohne dass aber ein individueller, einklagbarer Rechtsanspruch besteht.
Ein besonderes Merkmal der Kinder- und Jugendhilfe – und in der Verwaltungsstruktur der Bundesrepublik in dieser Form einmalig – ist die Zweigliedrigkeit der Behörde Jugendamt. Sie besteht aus der Verwaltung des Jugendamtes und dem Jugendhilfeausschuss, der sich zu 2/5 aus Vertretern der freien Träger und zu 3/5 aus Vertretern des Kommunalparlaments zusammensetzt. Damit sind die Bürger theoretisch an den wesentlichen Entscheidungen der Kinder- und Jugendhilfe unmittelbar beteiligt.

## Vernetzung und Zusammenarbeit
So wie die kommunalen Träger in Landes- und Bundesverbänden zusammengeschlossen sind (Deutscher Landkreistag, Deutscher Städtetag), gilt dies auch für die freien Träger; sie haben i. d. R. ihre Kreis-, Landes- und Bundesverbände.
Die o. g. durch Gesetz anerkannten freien Träger sind auf Landes- und Bundesebene zusammengeschlossen in der Liga der Spitzenverbände der freien Wohlfahrtspflege. Ein Zusammenschluss auf Bundesebene, der die Liga der Spitzenverbände, die Jugendverbände und Landesjugendringe, die Fachorganisationen und die Landesjugendministerien und Landesjugendämter umfasst, ist die Arbeitsgemeinschaft für Kinder- und Jugendhilfe. Ein Zusammenschluss von freien und öffentlichen Trägern ist der Deutsche Verein für öffentliche und private Fürsorge in Berlin.

## Film
- Im Prinzip Familie: Dokumentarfilm über die Kinder- und Jugendhilfe in Deutschland von Daniel Abma.